# Linha do tempo do futuro distante

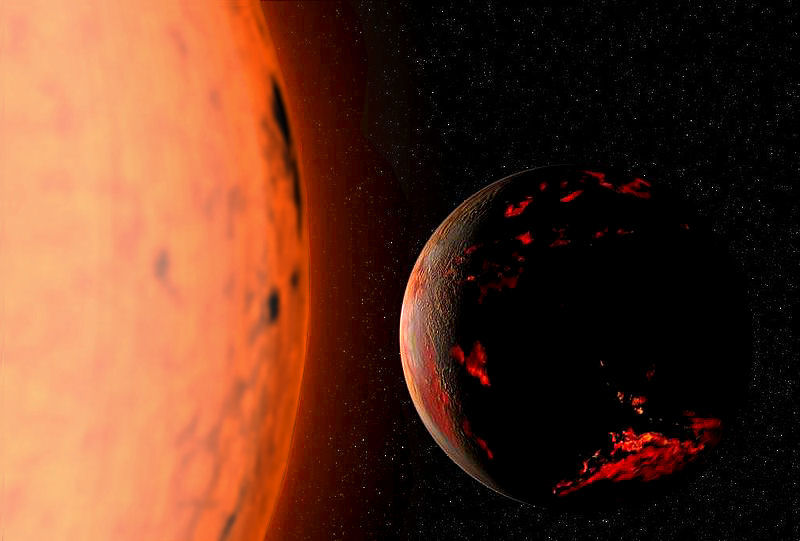
Como a Terra pode se parecer em vários bilhões de anos a partir de agora, depois do Sol se tornar em uma Gigante Vermelha

A linha do tempo do futuro distante é a previsão científica de alguns eventos terrestres e espaciais de um futuro distante, apenas no mais amplo esboço, enquanto que o futuro não possa ser previsto com certeza absoluta, o entendimento atual em vários campos científicos permitem a predição de vários eventos num futuro extremamente distante, nem que seja um mero resumo. Estes campos incluem a astrofísica, que revelou como os planetas e estrelas se formam, interagem e morrem; física de partículas, que revelou como a matéria se comporta na menor das escalas; biologia evolutiva, que prevê como a vida evoluirá com o tempo; e a tectônica de placas, que mostra a mudança dos continentes através do tempo.
As linhas do tempo mostradas aqui cobrem eventos do começo do 11.º milênio (com alguns mais recentes) até os pontos mais distantes do tempo futuro. Um número de eventos alternativos estão listados para apresentar questões ainda não resolvidas, como por exemplo as de que se humanos serão extintos; se o próton irá decair; e se a Terra sobreviverá quando o Sol se expandir para virar uma gigante vermelha.

## Tipos de chaves dos acontecimentos
|                               | Evento é determinado por      |
| ----------------------------- | ----------------------------- |
| Astronomy and astrophysics    | Astronomia e Astrofísica      |
| Geology and planetary science | Geologia e Ciência planetária |
| Biology                       | Biologia                      |
| Particle physics              | Física de partículas          |
| Mathematics                   | Matemática                    |
| Tecnologia e cultura          | Tecnologia e cultura          |

## Futuro terrestre e do universo
Todas as projeções do futuro da Terra, do Sistema Solar e do Universo devem levar em conta a Segunda lei da termodinâmica, que declara que a entropia, ou a perda de energia disponível para trabalhar, deve aumentar com o tempo. As estrelas irão eventualmente acabar com seus suprimentos de hidrogênio e se apagarão. O Sol provavelmente irá se expandir o bastante para engolir muitos dos planetas internos (Mercúrio, Vênus e provavelmente a Terra), mas não os externos, como Júpiter e Saturno. Depois, o Sol será reduzido ao tamanho de uma anã branca e os planetas externos com suas luas continuarão orbitando este resto estelar. O desenvolvimento futuro poderá ser similar com o observado na MOA-2010-BLG-477L [en], um exoplaneta do tamanho de Júpiter orbitando sua anã branca MOA-2010-BLG-477L. Encontros próximos entre objetos astronômicos farão com que planetas sejam expulsos de seus sistemas-e os sistemas estelares de suas galáxias.
Os físicos esperam que a própria matéria irá, eventualmente, sofrer a influência do decaimento radioativo, pois até os materiais mais estáveis se quebram em partículas radioativas. Os dados atuais sugerem que o universo tem uma geometria plana (ou bem próxima de plana), não colapsando sobre si mesmo após um tempo finito, e um futuro infinito permite a ocorrência de um número de eventos extremamente improváveis, como a formação de Cérebros de Boltzmann.
|                               | Anos a partir de agora              | Evento |
| ----------------------------- | ----------------------------------- | --- |
| Astronomy and astrophysics    | 1.000                               | O tempo médio de um dia solar provavelmente superará 86.400+1⁄30 SI segundos devido a aceleração de maré lunar desacelerando a rotação da Terra, tornando o padrão atual de adicionar um segundo bissexto UTC no fim do mês insuficiente para sempre manter o UTC em até um segundo do UT1. Para compensar, ou os segundos bissextos terão de ser adicionados várias vezes durante o mês, ou vários segundos bissextos terão de ser adicionados no fim de alguns ou todos os meses. |
| Geology and planetary science | 10.000                              | Se uma falha do "Ice plug" da Bacia Wilkes Subglacial ocorrer nos próximos séculos, se tornará um perigo para a folha de gelo no leste da Antártida, que vai levar até esse tempo para derreter completamente. Os níveis do mar vão subir de 3 a 4 metros. Um dos potenciais efeitos a longo prazo do aquecimento global, este é separado da ameaça de prazo mais curto do manto de gelo da Antártida Ocidental. |
| Astronomy and astrophysics    | 10.000                              | A supergigante vermelha Antares provavelmente passa a ser uma supernova nessa época. A explosão deverá ser capaz de ser observada no período diurno. |
| Astronomy and astrophysics    | 13.000                              | Nesta época, na metade de seu ciclo de precessão, a inclinação axial da Terra será invertida, fazendo com que o verão e o inverno ocorram em lados opostos de sua órbita. Isso significa que as estações do Hemisfério Norte, que experimenta uma maior variação no clima devido a maior quantidade de terra, serão ainda mais extremas, já que estará na direção do Sol no ponto mais próximo e para longe do Sol na parte mais distante. |
| Geology and planetary science | 15.000                              | De acordo com a teoria da bomba do Sahara, a precessão dos polos da Terra moverá o monção africano o bastante para o norte, fazendo com que o Sahara volte a ter um clima tropical, tal como teve há 5.000–10.000 anos atrás. |
| Geology and planetary science | 17.000                              | Melhor chute para a proporção de ocorrência de uma erupção de um supervulcão que "ameace a civilização" que seja grande o bastante para expelir 1.000 gigatoneladas. |
| Geology and planetary science | 25.000                              | A calota de gelo polar norte marciana poderia recuar quando Marte atingir um pico de aquecimento no hemisfério norte durante os próximos 50.000 anos ~ no aspecto periélio de precessão do seu ciclo de Milankovitch. |
| Astronomy and astrophysics    | 36.000                              | A pequena anã vermelha Ross 248 vai passar à 3,02 anos-luz da Terra, se tornando a estrela mais próxima do Sol. Isso vai durar cerca de 8.000 anos, fazendo a Alpha Centauri e depois a Gliese 445 serem as estrelas mais próximas. (Veja Lista de estrelas próximas: Linha do tempo). |
| Geology and planetary science | 50.000                              | De acordo com Berger e Loutre, o atual período interglacial acabará, mandando a Terra de volta num período glacial da atual era do gelo, apesar dos efeitos do aquecimento global antropocêntrico. Porém, de acordo com uma pesquisa mais recente (2016), os efeitos do aquecimento global antropogénico poderão atrasar este período glacial por outros 50000 anos, efeitivamente pulando-o. As Cataratas do Niagara terão erodido até 32 km do lago Erie; e deixado de existir. Os muitos lagos glaciais do Escudo Canadiano terão sido apagados pela recuperação pós-glacial e erosão. |
| Astronomy and astrophysics    | 50.000                              | O tamanho do dia usado para rastreio astronômico alcança cerca de 86,401 SI segundos, devido a Lua estar desacelerando a rotação da Terra. Sob o rastreio de tempo atual, ou um novo segundo terá de ser adicionado ao relógio todo dia, ou, para compensar, o tamanho do dia teria de ser aumentado por um SI segundo. |
| Astronomy and astrophysics    | 100.000                             | O movimento próprio das estrelas através da esfera celeste, que é o resultado de seu movimento através da Via Láctea, torna muitas constelações irreconhecíveis. |
| Astronomy and astrophysics    | 100.000                             | A estrela hipergigante VY Canis Majoris provavelmente terá explodido em uma hipernova. |
| Biology                       | 100.000                             | Minhocas nativas da América do Norte, como as Megascolecidae, deverão se espalhar naturalmente pelo Alto Centro-Oeste dos EUA até a fronteira do Canadá com os EUA, se recuperando da glaciação da Folha de gelo Laurentide (38°N a 49°N), assumindo uma proporção de migração de 10 m/ano. Entretanto, minhocas invasoras - não nativas - da América do Norte podem já ter sido introduzidas por humanos em uma escala temporal menor, causando um choque no ecossistema regional. |
| Geology and planetary science | > 100.000                           | Como um dos efeitos de longo termo do aquecimento global, 10% do dióxido de carbono antropoceno vai sobrar numa atmosfera estabilizada. |
| Geology and planetary science | 250.000                             | Lō‘ihi, o vulcão mais jovem da cadeia marítima Havaiana-Imperador, vai subir acima da superfície do oceano para se tornar uma nova ilha vulcânica. |
| Astronomy and astrophysics    | 300.000                             | Em algum ponto dos próximos "vários" milhares de anos, espera-se que WR 104, uma Estrela Wolf-Rayet, exploda numa supernova. Tem sido sugerido que essa estrela gire rápido o bastante para criar uma explosão de raios gama; e uma chance ainda menor de que ela possa ameaçar a vida na Terra. |
| Astronomy and astrophysics    | 500.000                             | A Terra provavelmente terá sido atingida por um asteroide com cerca de 1 km de diâmetro, assumindo que não possa ser evitado. |
| Geology and planetary science | 500.000                             | O terreno rugoso do Parque Nacional das Badlands, na Dakota do Sul, terá erodido completamente. |
| Geology and planetary science | 1 milhão                            | A Cratera do Meteoro, a cratera de impacto no Arizona, considerada a "mais fresca" de seu tipo, terá erodido. |
| Astronomy and astrophysics    | 1 milhão                            | Maior tempo estimado até que a supergigante vermelha Betelgeuse vire uma supernova. Por pelo menos alguns meses, a supernova será visível durante o dia. Os estudos sugerem que este evento ocorrerá em até um milhão de anos, ou tão pouco quanto os próximos 100,000 anos. |
| Astronomy and astrophysics    | 1 milhão                            | Época em que a colisão das luas de Urano, Desdemona e Créssida, provavelmente ocorrerá. |
| Astronomy and astrophysics    | 1,4 milhão                          | A estrela Gliese 710 passará a cerca de 0.0676 parsecs — ou 0,0221 anos-luz (14,000 unidades astronômicas) — do Sol, antes de se distanciar. Isso perturbará gravitacionalmente os membros da nuvem de Oort, vários corpos congelados no limite do Sistema Solar, assim aumentando a possibilidade de impactos no Sistema Solar interior. |
| Biology                       | 2 milhões                           | Tempo estimado para que os ecossistemas dos recifes de corais se recuperem da acidificação oceânica causada pela ação humana; a recuperação dos sistemas marinhos após um evento de acidificação que ocorreu a cerca de 65 milhões de anos demorou um tempo parecido. |
| Geology and planetary science | +2 milhões                          | O Grand Canyon terá erodido ainda mais, aprofundando-se lentamente, mas principalmente alargando-se para um amplo vale ao redor do Rio Colorado. |
| Astronomy and astrophysics    | 2,7 milhões                         | Meia vida orbital média dos atuais centauros, que são instáveis por causa da interação gravitacional de vários planetas exteriores. Veja Predições para centauros notáveis. |
| Astronomy and astrophysics    | 3 milhões                           | Devido a gradual diminuição da rotação da Terra, um dia terrestre será um minuto mais longo que hoje em dia. |
| Geology and planetary science | 10 milhões                          | O alargamento do vale do Rifte Africano Oriental é inundado pelo Mar Vermelho, causando uma nova base oceânica que dividirá a África, a Placa Africana na Placa Nubiana recém-formada e a Placa Somali. A Placa Indiana avançará contra a do Tibete por 180 km. O território de Nepal, cujas fronteiras são definidas pelos picos dos Himalaias e os planaltos da Índia, deixará de existir. |
| Biology                       | 10 milhões                          | Tempo esperado para a recuperação completa da biodiversidade após uma potencial extinção do Holoceno, se for na escala dos últimos cinco principais eventos de extinções em massa. Mesmo sem uma extinção em massa, nesse tempo, a maioria da espécies atuais terão desaparecido, de acordo com os níveis de extinção do passado, com muitos clados gradualmente evoluindo em novas formas. |
| Geology and planetary science | 25 milhões                          | De acordo com Christopher R. Scotese, o movimento da Falha de Santo André fará com que o Golfo da Califórnia inunde o Vale Central. Isso formará uma nova ilha oceânica na Costa Oeste da América do Norte. |
| Astronomy and astrophysics    | 10 milhões–1 bilhão                 | Cupido e Belinda, luas de Urano, provavelmente terão colidido. |
| Astronomy and astrophysics    | 50 milhões                          | Tempo estimado máximo antes da lua Fobos colidir com Marte. |
| Geology and planetary science | 50 milhões                          | De acordo com Christopher R. Scotese, o movimento da Falha de Santo André fará com que as localizações atuais de Los Angeles e São Francisco se fundam. A costa Californiana será trazida para o interior da Fossa das Aleutas. Colisão da África com a Eurásia fechará a Bacia do Mediterrâneo e criará uma cadeia de montanhas similar aos Himalayas. Os picos das montanhas Apalaches terão erodido em grande parte, desagregando a 5,7 unidades Bubnoff, apesar de que a topografia vai aumentar os vales regionais, afundando duas vezes nessa velocidade. |
| Geology and planetary science | 50–60 milhões                       | As Montanhas Rochosas Canadianass terão erodido em um planalto, assumindo uma velocidade de 60 unidades Bubnoff. Os Rochedos do Sul nos Estados Unidos estão erodindo numa velocidade menor. |
| Geology and planetary science | 50–400 milhões                      | Tempo estimado para a Terra naturalmente repor suas reservas de combustíveis fósseis. |
| Geology and planetary science | 80 milhões                          | A Grande Ilha terá se tornado uma das últimas atuais Ilhas Havaianas a afundar na superfície do oceano, enquanto uma cadeia mais recente de "novas Ilhas Havaianas" terão emergido. |
| Astronomy and astrophysics    | 100 milhões                         | A Terra terá provavelmente sido atingida por um asteroide de tamanho comparável com o qual disparou a Extinção K-Pg há 66 milhões de anos (assumindo que não possa ser evitado). |
| Geology and planetary science | 100 milhões                         | De acordo com o Modelo Pangaea Proxima, criado por Christopher R. Scotese, uma nova zona de subducção abrirá no Oceano Atlântico e as Américas vão retornar para a África. |
| Geology and planetary science | 100 milhões                         | Tempo de vida máximo estimado para os Anéis de Saturno em seu estado atual. |
| Astronomy and astrophysics    | 110 milhões                         | A luminosidade do Sol terá aumentado por 1%. |
| Mathematics                   | 230 milhões                         | A previsão das órbitas dos planetas se torna impossível em maiores intervalos de tempo que esse, devido a limitações do Tempo de Lyapunov. |
| Astronomy and astrophysics    | 240 milhões                         | De sua posição atual, o Sistema Solar terá completado uma órbita completa ao redor do centro galáctico. |
| Geology and planetary science | 250 milhões                         | De acordo com Christopher R. Scotese, devido ao movimento para o norte da Costa Oeste da América do Norte, a costa da Califórina colidirá com o Alasca. |
| Geology and planetary science | 250 milhões                         | Todos os continentes da Terra podem se fundir em um supercontinente. Três arranjos potenciais dessa configuração foram nomeados de Amásia, Novopangaea e Pangeia Última. Isso provavelmente resultará num período glacial, abaixando os níveis do mar e aumentando os de oxigênio, diminuindo ainda mais as temperaturas globais. |
| Biology                       | c. 250 milhões                      | Uma rápida evolução biológica poderá ocorrer devido a formação de um supercontinente causar a diminuição de temperaturas e o aumento dos níveis de oxigênio. Uma competição aumentada entre as espécies, devido à formação de um supercontinente, aumento da atividade vulcânica e condições menos hospitaleiras pelo aquecimento global de um Sol mais brilhante poderá resultar numa extinção em massa da qual a vida vegetal e animal poderá não se recuperar completamente. |
| Geology and planetary science | 300 milhões                         | Devido a uma mudança nas células equatoriais de Hadley, para cerca de 40° norte e sul, a quantidade de terra árida aumentará em 25%. |
| Geology and planetary science | 300–600 milhões                     | Tempo estimado para que o manto de Vênus atinja sua temperatura máxima. Então, num período de cerca de 100 milhões de anos, uma grande subducção ocorrerá e a crosta será reciclada. |
| Geology and planetary science | 350 milhões                         | De acordo com o modelo de extroversão desenvolvido por Paul F. Hoffman, o Oceano Pacífico fechará completamente. |
| Geology and planetary science | 400–500 milhões                     | O supercontinente (Pangeia Última, Novopangaea ou Amásia) provavelmente já terão se desfeito. Isso provavelmente resultará em maiores temperaturas globais, parecidas com as do período Cretáceo. |
| Astronomy and astrophysics    | 500–600 milhões                     | Tempo estimado até uma explosão de raios gama, ou uma supernova massiva e hiperenergética, ocorrer a até 6,500 anos-luz da Terra, perto o suficiente para que seus raios afetem a camada de ozônio da Terra e potencialmente leve a uma extinção em massa, assumindo que esteja correta a hipótese de que tal explosão levou ao evento de extinção do Ordoviciano-Siluriano. Entretanto, a supernova teria de estar precisamente orientada com relação á Terra para ter qualquer efeito negativo. |
| Astronomy and astrophysics    | 600 milhões                         | Aceleração Tidal move a Lua o suficiente da Terra para que os eclipses totais não sejam mais possíveis. |
| Geology and planetary science | 500-600 milhões                     | O aumento da luminosidade do Sol começa a romper o ciclo carbonato-silicato; maior luminosidade aumenta a erosão da rochas na superfície, que prende dióxido de carbono no chão como um carbonato. Enquanto a água evapora da superfície da Terra, as rochas endurecem, fazendo com que o movimento das placas tectônicas fique mais lento e eventualmente pare. Sem vulcões para reciclar o carbono na atmosfera, os níveis de dióxido de carbono começam a cair. Nessa época, os níveis de dióxido de carbono vão cair a ponto na que a fotossíntese C3 não seja mais possível. Todas as plantas que usam fotossíntese C3 (~99% das espécies atuais) vão morrer. A extinção da vida vegetal C3 é provável que seja um declínio de longo prazo em vez de uma queda rápida. É provável que grupos vegetais morram um a um antes do nível crítico de dióxido de carbono ser alcançado. As primeiras plantas a desaparecerem serão as plantas herbáceas C3, seguidas pelas florestas caducifólias, florestas sempre verdes de folha larga e, finalmente, coníferas sempre verdes. |
| Biology                       | 500–800 milhões                     | Enquanto a Terra começa a esquentar rapidamente e os níveis de dióxido de carbono caem, as plantas — e, por extensão, os animais — poderão sobreviver por mais tempo ao evoluírem estratégias que requeiram menos dióxido de carbono para processos fotossintéticos, se tornando carnívoras, se adaptando a dessecação ou associando-se com fungos. É provável que essas adaptações apareçam perto do começo do efeito estufa úmido. A morte da maioria da vida vegetal resultará em menos oxigênio na atmosfera, permitindo que mais raios ultravioletas que danificam o DNA alcancem a superfície. O aumento da temperatura aumentará também as reações químicas na atmosfera, diminuindo os níveis de oxigênio. Animais capazes de voar estarão em melhores condições de sobrevivência, devido à sua habilidade de viajar por longas distâncias para procurar lugares frios. Muitos animais poderão ser levados aos polos ou, possívelmente, ao subterrâneo. Essas criaturas se tornariam ativas durante as noites polares e estivariam durante o dia polar devido ao calor e radiação intensa. Muito da terra seria um deserto árido; e as plantas e animais ficariam primariamente nos oceanos. |
| Geology and planetary science | 800-900 milhões                     | Os níveis de dióxido de carbono caem a um ponto no qual a fotossíntese C4 não seja mais possível. Sem as plantas para reciclar oxigênio na atmosfera, o oxigênio livre e a camada de ozônio desaparecerão, permitindo que níveis intensos de luz UV cheguem à superfície. No livro The Life and Death of Planet Earth, os autores Peter D. Ward e Donald Brownlee declaram que alguma vida animal poderá sobreviver nos oceanos. Eventualmente, entretanto, toda a vida multicelular morrerá. Por muito, a vida animal poderá sobreviver por cerca de 100 mihões de anos após a morte da vida vegetal, com os últimos animais sendo aqueles que não dependem de plantas, tais como isópteros; ou aqueles próximos de fontes hidrotermais, tais como vermes e os do gênero Riftia. A única vida restante na Terra será a de organismos unicelulares. |
| Geology and planetary science | 1 bilhão                            | 27% da massa do oceano terá sido puxada pelo manto. Se isso continuar sem interrupção, terá alcançado um equilíbrio onde 65% da água de superfície terá permanecido na superfície. |
| Geology and planetary science | 1,1 bilhão                          | A luminosidade do Sol aumentará por 10%, fazendo com que as temperaturas da superfície da Terra cheguem a uma média de ~320 K (46.85 °C, 116.33 °F). A atmosfera vai se tornar um "efeito estufa úmido", resultando numa rápida evaporação dos oceanos. Isso fará a tectónica de placas parar completamente, se já não tiver parado antes. Poças de água ainda podem estar presentes nos polos, permitindo a existência de formas de vida simples. |
| Biology                       | 1,2 bilhão                          | Maior estimativa até que toda a vida vegetal morra, assumindo que alguma forma de fotossíntese seja possível, apesar dos extremamente baixos níveis de dióxido de carbono. Se isso é possível, o aumento das temperaturas fará com que uma biosfera complexa se torne insustentável. |
| Geology and planetary science | 1,3 bilhão                          | Vida eucariótica morre devido a falta de dióxido de carbono. Apenas procarióticos continuam. |
| Astronomy and astrophysics    | 1,5–1,6 bilhão                      | O aumento da luminosidade solar fará com que a zona habitável se mova para o exterior. Enquanto o dióxido de carbono aumenta na atmosfera de Marte, a temperatura de sua superfície aumenta a níveis da Terra na Era do Gelo. |
| Astronomy and astrophysics    | 1,5–4,5 bilhões                     | O aumento da distância da Lua diminui seu efeito estabilizador na inclinação axial da Terra. Como consequência, o Verdadeiro movimento polar [en] torna-se caótico e extremo, levando a mudanças dramáticas no clima e à mudança da inclinação axial. |
| Biology                       | 1,6 bilhão                          | Menor tempo estimado até que toda vida procarionte seja extinta. |
| Astronomy and astrophysics    | < 2 bilhões                         | Primeira passagem próxima da galáxia de Andrômeda e a Via Láctea. |
| Geology and planetary science | 2 bilhões                           | Maior estimativa até que todos os oceanos evaporem se a pressão atmosférica diminuir via ciclo do nitrogênio. |
| Geology and planetary science | 2,3 bilhões                         | O núcleo externo da Terra é congelado, caso o núcleo interno continue a crescer na velocidade atual de 1 mm por ano. Sem seu núcleo externo líquido, o campo magnético da Terra é desligado e as partículas carregadas vindas do Sol gradualmente destroem a atmosfera. |
| Astronomy and astrophysics    | 2,55 bilhões                        | O Sol terá alcançado uma temperatura máxima em sua superfície de ~5820 K (5546.85 °C, 10016.33 °F). A partir disso, gradualmente esfriará, enquanto sua luminosidade continuará a aumentar. |
| Geology and planetary science | 2,8 bilhões                         | A temperatura da superfície da Terra, mesmo nos polos, atinge uma média de 149 °C (300.2 °F). |
| Biology                       | 2,8 bilhões                         | Nesse ponto, toda a vida, agora reduzida a colônias unicelulares isoladas em microambientes dispersos como lagos de alta altitude, terá sido extinta. |
| Astronomy and astrophysics    | c. 3 bilhões                        | Há aproximadamente uma chance de 1 em 100 mil de que a Terra poderá ser ejetada para o espaço interestelar por um encontro estelar antes desse ponto; e uma chance de 1 em 3 milhões de que será capturada por outra estrela. Se isso acontecer, a vida, assumindo que sobreviva pela viagem interestelar, poderia continuar por mais tempo. |
| Astronomy and astrophysics    | 3,3 bilhões                         | 1% de chance de que a gravidade do planeta Júpiter possa tornar a órbita de Mercúrio tão excêntrica a ponto de fazê-lo colidir com Vênus, levando o Sistema Solar interior ao caos. Cenários possíveis incluem Mercúrio colidindo com o Sol, sendo ejetado do Sistema Solar ou colidindo com a Terra. |
| Geology and planetary science | 3,5–4,5 bilhões                     | Toda a água atualmente presente nos oceanos (se não for perdida antes) evaporará. O efeito estufa causado pela atmosfera massiva e rica com água, combinada com a luminosidade solar chegando a cerca de 35–40% acima de seu valor atual, fará com que a superfície da Terra chegue a 1130 °C – quente o bastante para derreter algumas rochas. |
| Astronomy and astrophysics    | 3,6 bilhões                         | A lua Tritão de Netuno vai cair através do limite de Roche do planeta, potencialmente se desintegrando num sistema de anéis planetários similar aos de Saturno. |
| Astronomy and astrophysics    | 4 bilhões                           | Ponto médio onde a Galáxia de Andrômeda terá colidido com a Via Láctea, onde se tornará a galáxia apelidada de "Milkomeda". Há uma pequena chance do Sistema Solar ser ejetado. Os planetas do Sistema Solar certamente não serão afetados por esses eventos. |
| Geology and planetary science | 4,5 bilhões                         | Marte terá a mesma irradiação solar que a Terra quando primeiro se formou, 4,5 bilhões de anos no passado. |
| Astronomy and astrophysics    | 5,4 bilhões                         | Com o suprimento de hidrogênio esgotado em seu núcleo, o Sol deixará a sequência principal e começará a evoluir numa gigante vermelha. |
| Geology and planetary science | 6,5 bilhões                         | Marte terá a mesma irradiação solar que a Terra atualmente, depois do qual sofrerá um destino parecido com o que foi descrito acima para a Terra. |
| Astronomy and astrophysics    | 7,5 bilhões                         | Terra e Marte se tornarão tidalmente bloqueados devido à expansão do Sol subgigante. |
| Astronomy and astrophysics    | 7,59 bilhões                        | A Terra e a Lua serão provavelmente destruídas ao caírem no Sol, pouco antes do mesmo chegar no pico da fase Gigante Vermelha, tendo um raio máximo de 256 vezes o valor atual. Antes da colisão final, a Lua possivelmente cairá em espiral abaixo do limite de Roche terrestre, se tornando um anel de detritos, dos quais muitos cairão à superfície terrestre. Durante esse era, a lua Titã, de Saturno, pode atingir a temperatura necessária para suportar vida. |
| Astronomy and astrophysics    | 7,9 bilhões                         | O Sol alcançará o máximo da fase gigante vermelho no diagrama Hertzsprung–Russell, alcançando seu raio máximo de 256 vezes o valor atual. No processo, Mercúrio, Vênus e provavelmente a Terra serão destruídos. |
| Astronomy and astrophysics    | 8 bilhões                           | O Sol se tornará uma anã branca de carbono e oxigênio com cerca de 54,05% de sua massa presente. Nesse ponto, se a Terra sobreviver de alguma forma, a temperatura de sua superfície, junto dos planetas restantes, vão cair rapidamente, devido ao Sol anã branco emitir muito menos energia que hoje em dia. |
| Astronomy and astrophysics    | 22 bilhões                          | O fim do Universo no cenário Big Rip, assumindo um modelo de energia escura com um w = −1.5. Se a densidade da energia escura foi menos que -1, então a expansão do Universo iria continuar a acelerar e o Universo observável continuaria a encolher. Em cerca de 200 milhões de anos antes do rasgo, os aglomerados de galáxias iguais aos do Grupo Local ou do Grupo do Escultor seriam destruídos. 60 milhões de anos antes do rasgo, todas as galáxias começariam a perder estrelas em suas bordas e viriam a desintegrar-se completamente em outros 40 milhões de anos. Três meses antes do fim, todos os sistemas estelares se desconectariam gravitacionalmente e os planetas voariam ao Universo em expansão. 30 minutos antes do fim, planetas, estrelas, asteroides e até mesmo objetos extremos, como estrelas de nêutrons e buracos negros, evaporariam em átomos. 10−19 segundos antes do fim, os átomos se desfariam. Por fim, uma vez que o rasgo chegasse na escala de Planck, as cordas cósmicas se desintegrariam, tal como a própria fábrica do espaço-tempo. O Universo entraria numa "singularidade do rasgo", quando todas as distâncias se tornariam infinitamente grandes. Enquanto uma "singularidade da compressão" é toda a matéria infinitamente concentrada, em uma "singularidade do rasgo" toda a matéria é infinitamente espalhada. Entretanto, as observações das velocidades do aglomerado de galáxias pelo Observatório de raios-X Chandra sugerem que o verdadeiro valor de w é c. −0.991, significando que o Big Rip não ocorrerá. |
| Astronomy and astrophysics    | 50 bilhões                          | Se a Terra e a Lua não forem engolidas pelo Sol, nessa época se tornarão bloqueadas tidalmente, com cada uma mostrando a mesma face para a outra. Depois disso, a ação tidal do Sol anão branco vai extrair o momento angular do sistema, causando o decaimento da órbita lunar e o aceleramento do giro da Terra. |
| Astronomy and astrophysics    | 65 bilhões                          | A Lua poderá colidir com a Terra devido ao decaimento de sua órbita, assumindo que as mesmas não sejam destruídas quando o Sol for um gigante vermelho. |
| Astronomy and astrophysics    | 100–150 bilhões                     | A expansão do Universo fará com que todas as galáxias além do antigo Grupo Local da Via Láctea desapareçam além do Horizonte de Luz Cósmico, as removendo do Universo Observável. |
| Astronomy and astrophysics    | 100 bilhões–1012 (1 trilhão)        | Todas as galáxias c. 47 do Grupo Local coalescerão numa única galáxia. |
| Astronomy and astrophysics    | 150 bilhões                         | A Radiação Cósmica de Fundo esfriará de sua temperatura atual de ~2,7 K para 0,3 K, tornando-a essencialmente indetectável com a tecnologia atual. |
| Astronomy and astrophysics    | 325 bilhões                         | Tempo estimado no qual a expansão do universo isolará todas as estruturas gravitacionalmente ligadas dentro de seu horizonte cosmológico. Nessa época, o universo terá expandido por um fator maior que 100 milhões, fazendo com que até estrelas individuais sejam isoladas. |
| Astronomy and astrophysics    | 450 bilhões                         | Ponto médio em que as cerca de 47 galáxias do Grupo Local vão se coalescer numa única grande galáxia. |
| Astronomy and astrophysics    | 800 bilhões                         | Tempo esperado onde a emissão de luz de toda "Milkomeda" combinada começará a declinar, quando as anãs vermelhas passarem através do seu pico de luminosidade como anãs azuis. |
| Astronomy and astrophysics    | 1012 (1 trilhão)                    | Menor tempo estimado até que a formação das estrelas chegue ao fim enquanto as galáxias perdem as nuvens de gás necessárias para a formação das mesmas. A expansão do universo, assumindo uma densidade da energia escura constante, multiplica a onda de luz da Radiação Cósmica de Fundo por 1029 (100 octilhões), excedendo a escala do horizonte de luz cósmico e tornando a evidência do Big Bang indetectável. Entretanto, ainda pode ser possível determinar a expansão do universo através do estudo de estrelas de hipervelocidade. |
| Astronomy and astrophysics    | 1,05×1012 (1,05 trilhão)            | Tempo estimado no qual o Universo terá expandido num fator de mais que 1026 (100 septilhões), reduzindo a densidade particular médica para menos que 1% por volume do horizonte cosmológico. Além desse ponto, partículas de matéria intergaláctica desfeita estarão efetivamente isoladas; e as colisões entre as mesmas pararão de afetar o futuro do Universo. |
| Astronomy and astrophysics    | 2×1012 (2 trilhões)                 | Tempo estimado no qual todos os objetos além do nosso Grupo Local estarão desviados para o vermelho num fator maior que 1053 (100 sexdecilhões). Mesmo os raios gamas estarão desviados de tal forma que sua onda será maior que o diâmetro físico do horizonte. |
| Astronomy and astrophysics    | 4x1012 (4 trilhões)                 | Tempo estimado até que a anã vermelha Proxima Centauri — a estrela mais próxima do Sol, a uma distância de 4,25 anos-luz — deixe a sequência principal e se torne uma anã branca. |
| Astronomy and astrophysics    | 1013 (10 trilhões)                  | Tempo estimado para o pico de habitalidade do Universo, a não ser que a mesma ao redor de estrelas de menor massa seja suprimida. |
| Astronomy and astrophysics    | 1,2x1013 (12 trilhões)              | Tempo estimado até que a anã vermelha VB 10 — a estrela na sequência principal menos massiva, com uma massa solar de 0,075 M☉ — fique sem hidrogênio em seu núcleo e se torne uma anã branca. |
| Astronomy and astrophysics    | 3×1013 (30 trilhões)                | Tempo estimado para que as estrelas (incluindo o Sol) entrem num encontro próximo com outra estrela em sua vizinhança estelar local. Sempre que duas estrelas (ou restos estelares) passem próximo uma a outra, as órbitas de seus planetas podem ser perturbadas, potencialmente os ejetando do sistema. Em média, quanto mais próxima a órbita de um planeta está de sua estrela, mais tempo é necessário para que seja ejetado dessa maneira, pois é gravitacionalmente mais ligado à estrela. |
| Astronomy and astrophysics    | 1014 (100 trilhões)                 | Maior tempo estimado para que a formação estelar normal termine nas galáxias. Isso marca a transição da era Estelar para a Degenerada; sem hidrogênio livre para a formação de novas estrelas, todas as restantes lentamente consomem seu combustível até morrerem. Nessa época, o universo terá expandido por um fator de aproximadamente 102554. |
| Astronomy and astrophysics    | 1,1–1,2×1014 (110–120 trilhões)     | Tempo até que todas as estrelas no universo terão consumido seu combustível (as estrelas de maior vida, as anãs vermelhas de menor massa, tem um tempo de vida de aproximadamente 10-20 trilhões de anos). Depois desse ponto, os objetos de massa estelar que sobrarem são estrelas compactas (anãs brancas, buracos negros e anãs marrons). Colisões entre anãs marrons vão criar novas anãs vermelhas num nível marginal: em média, cerca de 100 estrelas estarão brilhando no que uma vez foi a Via Láctea. Colisões entre restos estelares vão criar supernovas ocasionais. |
| Astronomy and astrophysics    | 1015 (1 quadrilhão)                 | Tempo estimado até que os encontros estelares removam todos os planetas em sistemas estelares (incluindo o Sistema Solar) de suas órbitas. Nessa época, o Sol terá esfriado até cinco graus acima do zero absoluto. |
| Astronomy and astrophysics    | 1019 a 1020 (10–100 quintilhões)    | Tempo estimado até que 90%–99% das anãs marrons e restos de estrelas (incluindo o Sol) sejam ejetadas de suas galáxias. Quando dois objetos passam perto o suficiente um do outro, eles trocam energia orbital, com objetos de menos massa tendendo a ganhar energia. Através de encontros repetidos, os objetos de menor massa podem ganhar energia o suficiente dessa forma para serem ejetados de suas galáxias. Esse processo faz com que eventualmente a Via Láctea ejete a maioria de suas anãs marrons e restos estelares. |
| Astronomy and astrophysics    | 1020 (100 quintilhões)              | Tempo estimado até que a Terra colida com o Sol anã negra, devido ao decaimento de sua órbita via emissão de radiação gravitacional, se a Terra não for ejetada de sua órbita devido a um encontro estelar ou engolida pelo Sol durante a fase de gigante vermelha. |
| Astronomy and astrophysics    | 1023 (100 sextilhões)               | Por volta dessa escala de tempo, a maioria dos restos estelares e outros objetos são ejetados dos restos de seus aglomerados galácticos. |
| Astronomy and astrophysics    | 1030 (1 nonilhão)                   | Tempo estimado até que as estrelas não ejetadas de suas galáxias (1%–10%) caiam nos buraco negros centrais supermassivos. Nesse ponto, com as estrelas binárias tendo colidido entre si e os planetas tendo caído em suas estrelas, via transmissão de radiação gravitacional, apenas objetos solitários (restos estelares, anãs marrons, planetas ejetados, buracos negros) vão sobrar no universo. |
| Particle physics              | 2×1036 (2 undecilhões)              | Tempo estimado para que os núcleons do universo observável decaiam, se a meia vida hipotética do próton leva o menor valor possível: 8,2×1033 (8,2 decilhões) anos. |
| Particle physics              | 3×1043 (30 tredecilhões)            | Tempo estimado até que todos os núcleons do universo observável dacaiam, se a meia vida hipotética do próton leva o maior valor possível, 1041 (100 duodecilhões) anos, assumindo que o Big Bang era inflacionário e o mesmo processo que fez os bárions predominarem sobre os antibárions no Universo Inicial faça os prótons decaírem. Nessa época, caso os prótons decaiam, a Era do Buraco Negro, onde os buracos negros são os únicos objetos celestiais restantes, começa. |
| Particle physics              | 1065 (100 vigintilhões)             | Assumindo que os prótons não decaiam, é o tempo estimado para que objetos rígidos, desde rochas flutuando livres a planetas, criem um novo arranjo de seus átomos e moléculas via tunelamento quântico. Nessa escala de tempo, qualquer corpo discreto de matéria "se comporta como um líquido" e se torna uma esfera suave devido à difusão e gravidade. |
| Particle physics              | 2×1066 (2 unvigintilhões)           | Tempo estimado para que um buraco negro de uma massa solar decaia em partículas subatômicas pela radiação Hawking. |
| Particle physics              | 8×1086 (800 septenvigintilhões)     | Tempo estimado até que Sagittarius A*, o buraco negro supermassivo no centro da Via Láctea, com uma massa de 4,1 milhões de massas solares, desapareça devido à emissão da radiação Hawking, assumindo que não receba matéria adicional ou se funda com outros buracos negros, como os de Andrômeda. Poderá ser a última entidade da Via Láctea a desaparecer e a última evidência de sua existência. |
| Particle physics              | 6×1099 (6 duotrigintilhões)         | Tempo estimado até que o buraco negro supermassivo TON 618 (em 2018, um dos mais massivos conhecidos, com uma massa de 66 bilhões de massas solares) dissipará via radiação Hawking, assumindo um momento angular zero (sem rotação). |
| Particle physics              | 1,67×10109 (16,7 quintrigintilhões) | Tempo estimado até que buracos negros supermassivos de 1014 (100 trilhões) de massas solares, os quais são previstos crescerem durante o colapso gravitacional dos super aglomerados de galáxias, decaiam pela radiação Hawking. Isso marca o fim da Era do Buraco Negro. Além disso, caso os prótons decaiam, o Universo entra na Era Sombria, onde todos os objetos físicos decaíram em partículas subatômicas, gradualmente diluindo-se até o estado derradeiro de energia na morte térmica do universo. |
| Particle physics              | 10139 (10 quinquadragintilhões)     | Estimativa de 2018 da vida do Modelo Padrão antes do colapso de um falso vácuo; um intervalo de 95% de confiança é de 1058 (10 octodecilhões) para 10241 (10 novenseptuagintilhões) anos, devido, em parte, a incerteza sobre a maior massa dos quarks. |
| Particle physics              | 10200 (100 quinsexagintilhões)      | Maior tempo estimado para que todos os núcleons do universo observável decaírem, se não o fizeram via o processo acima, através dos muitos mecanismos diferentes permitidos pela moderna física de partículas (processo de maior ordem da não conservação do bárion, buracos negros virtuais, sphalerons, etc.) nessa escala de tempo de 1046 (10 quattuordecilhões) para 10200 anos. |
| Particle physics              | 101100-32000                        | Tempo estimado para aquelas anãs negras com massas iguais ou acima a 1,2 vezes a do Sol se tornem uma supernova como resultado da lesta fusão de silicone-níquel-ferro, enquanto a fração em declínio dos elétrons diminuam o limite de Chandrasekhar, assumindo que os prótons não decaiam. |
| Particle physics              | 101500                              | Assumindo que os prótons não decaiam, esse é o tempo estimado até que toda matéria bariônica em objetos de massa estelar tenha se fundido via fusão múon-catalítica para formarem ferro-56 ou decaíram de um elemento de maior massa em ferro-56 para formarem uma estrela de ferro. |
| Particle physics              | {\displaystyle 10^{10^{25}}}        | Tempo estimado para que todas as estrelas de ferro entrem em colapso via tunelamento quântico e virem buracos negros, assumindo que não ocorra o decaimento do próton ou buracos negros virtuais. Nesta escala de tempo vastíssima, até estrelas de ferro ultra estáveis serão destruídas pelo tunelamento quântico. Neste cenário, as estrelas de ferro decaem diretamente em buracos negros, já que elas têm uma posição mais favorável que decair numa estrela de nêutrons (que tem uma escala de tempo esperada de {\displaystyle 10^{10^{76}}} anos); e depois decairá num buraco negro. A evaporação subsequente de cada buraco negro resultante em partículas subatômicas (um processo que dura cerca de 10100 (10 duotrigintilhões) anos) e a mudança para a Era Negra é instantânea nesta escala temporal. |
| Particle physics              | {\displaystyle 10^{10^{50}}}        | Tempo estimado até que um cérebro de Boltzmann apareça no vácuo via diminuição espontânea da entropia. |
| Particle physics              | {\displaystyle 10^{10^{76}}}        | Maior tempo estimado até que todas as estrelas de ferro colapsem em estrelas de nêutrons e buracos negros, assumindo que o próton não decaia e que os buracos negros abaixo da massa de Chandrasekhar não possam diretamente ser formados. Nestas escalas de tempo, as estrelas de nêutrons acima da massa de Chandrasekhar rapidamente viram buracos negros; e os buracos negros formados nestes processos instantaneamente evaporam em partículas subatômicas. Essa é a maior estimativa possível para a Era do Buraco Negro (e subsequentemente à Era Negra) começar. Além desse ponto, é quase certo que o Universo não conterá mais matéria bariônica; e que o mesmo, após essa época, será um vácuo quase puro (possivelmente acompanhado pela presença de um falso vácuo), característico do Universo da Era negra, até que ele atinja seu estado final de energia, assumindo que não ocorra antes disso. |
| Particle physics              | {\displaystyle 10^{10^{120}}}       | Tempo estimado máximo para que o Universo alcance seu final estado de energia, mesmo na presença de um falso vácuo. |
| Particle physics              | {\displaystyle 10^{10^{10^{56}}}}   | Nessa visão temporal vasta, o tunelamento quântico em qualquer parte isolada do agora Universo vazio pode gerar novos eventos inflacionários, resultando em novos Big Bangs, dando vida a novos universos. Por causa do número total de formas em que todas as partículas subatômicas no universo observável podem ser combinadas ser de {\displaystyle 10^{10^{115}}}, um número que, quando multiplicado por {\displaystyle 10^{10^{10^{56}}}}, desaparece num erro de arredondamento, também é o tempo necessário para que um novo Big Bang gerado por um novo tunelamento quântico ou flutuação quântica produza um novo Universo idêntico ao nosso, assumindo que cada novo universo contenha, pelo menos, o mesmo número de partículas subatômicas e obedeça às leis da física dentro da paisagem predita pela teoria das cordas. |

## Futuro da humanidade
|                               | Anos a partir de agora | Evento |
| ----------------------------- | ---------------------- | --- |
| technology and culture        | 10.000                 | Vida útil mais provável estimada para uma civilização tecnológica, de acordo com a formulação original de Frank Drake da equação de Drake. |
| Biology                       | 10.000                 | Se a globalização acabar levando a uma panmixia, a variação do genoma humano não será mais regionalizada, enquanto o tamanho efetivo da população vai se equalizar ao tamanho atual da população. |
| Mathematics                   | 10.000                 | A Humanidade tem 95% de chance de ser extinta nessa época, de acordo com a formulação controversa de Brandon Carter para o Argumento do Fim do Mundo, que argumenta que metade dos humanos que deverão viver já devem ter nascido. |
| technology and culture        | 20.000                 | De acordo com o modelo linguístico de glotocronologia de Morris Swadesh, as linguagens futuras deverão reter apenas 1 dos 100 "vocabulários principais" das palavras da lista de Swadesh comparados com seus progenitores atuais. |
| technology and culture        | 36.000                 | Segundo algumas das tradições budistas, é estimado que esse será o tempo de espera mínimo para o nascimento de Maitreya, o próximo e primeiro Buda depois Sidarta Gautama. |
| Geology and planetary science | +100.000               | Tempo necessário para Terraformar Marte e o deixar com uma atmosfera respirável e rica em oxigênio, usando apenas plantas com eficiência solar comparada com a biosfera atualmente encontrada na Terra. |
| Technology and culture        | 1 milhão               | Tempo mínimo estimado em que a humanidade deverá colonizar toda a Via Láctea e se tornar capaz de aproveitar toda a energia da galáxia, assumindo uma velocidade de 10% da luz (29979.2458 km/s). |
| Biology                       | 2 milhões              | Espécies vertebradas separadas por tanto tempo geralmente sofrem especiação alopátrica. Biologista evolucionário James W. Valentine prediz que se a Humanidade já tenha se dispersado em colônias espaciais geneticamente isoladas nessa época, a galáxia vai abrigar uma radiação evolucionária de múltiplas espécies humanas com "uma diversidade de formas de adaptação que nos surpreenderia". Isso acabará sendo um processo natural de civilizações isoladas, não relacionado com o uso deliberado de tecnologias para alteração genética. |
| Mathematics                   | 7,8 milhões            | A Humanidade tem 95% de probabilidade de ser extinta nessa data, de acordo com a formulação de J. Richard Gott para o controverso Argumento para o Fim do Mundo. |
| technology and culture        | 100 milhões            | Tempo de vida máximo estimado para uma civilização tecnológica, de acordo com a formulação original de Frank Drake para a Equação de Drake. |
| Astronomy and astrophysics    | 1 bilhão               | Tempo estimado para um projeto de astroengenharia para alterar a órbita da Terra, compensando o aumento do brilho do Sol e a migração da zona habitável, conquistada com a repetida assistência gravitacional com um asteroide. |

## Espaçonaves e exploração espacial
Até a data, cinco espaçonaves (Voyager 1 e 2, Pionners 10 e 11 e a New Horizons) estão em trajetórias que irá levá-los para fora do Sistema Solar e para o espaço interestelar. Exceto por uma colisão improvável, a nave deve persistir indefinidamente.
|                            | Anos a partir de agora | Evento |
| -------------------------- | ---------------------- | --- |
| Astronomy and astrophysics | 1.000                  | O satélite nuclear SNAP-10A, lançado em 1965 numa órbita de 700 km acima da Terra, retornará para a superfície. |
| Astronomy and astrophysics | 16.900                 | Voyager 1 passará a cerca de 3,5 anos-luz da Próxima Centauri. |
| Astronomy and astrophysics | 18.500                 | Pioneer 11 passará em 3,4 anos-luz da Alpha Centauri. |
| Astronomy and astrophysics | 20.300                 | Voyager 2 passará em 2,9 anos-luz de Alpha Centauri. |
| Astronomy and astrophysics | 25.000                 | A Mensagem de Arecibo, uma coleção de dados transmitidos em 16 de novembro de 1974, atinge seu destino, o Aglomerado Globular Messier 13. Essa é a única mensagem de rádio interestelar enviada para uma região tão distante da Galáxia. Terá uma diferença de 24 anos-luz na posição do aglomerado quando a mensagem chegar, mas já que o aglomerado de 168 anos-luz de diâmetro, a mensagem ainda atingirá seu destino. Qualquer resposta demorará no mínimo outros 25.000 anos (assumindo que comunicação superlumínica seja impossível). |
| Astronomy and astrophysics | 33.800                 | Pioneer 10 passará em 3,4 anos-luz da Ross 248. |
| Astronomy and astrophysics | 34.400                 | Pioneer 10 passará em 3,4 anos-luz da Alpha Centauri. |
| Astronomy and astrophysics | 42.200                 | Voyager 2 passará em 1,7 anos-luz da Ross 248. |
| Astronomy and astrophysics | 44.100                 | Voyager 1 passará em 1,8 anos-luz da Gliese 445. |
| Astronomy and astrophysics | 46.600                 | Pioneer 11 passará em 1,9 anos-luz da Gliese 445. |
| Astronomy and astrophysics | 50.000                 | A cápsula do tempo espacial KEO, se lançada, deverá reentrar na atmosfera da Terra. |
| Astronomy and astrophysics | 90.300                 | Pioneer 10 passará em 0,76 anos-luz da HIP 117795. |
| Astronomy and astrophysics | 306.100                | Voyager 1 passará em 1 ano-luz da TYC 3135-52-1. |
| Astronomy and astrophysics | 492.300                | Voyager 1 passará em 1,3 ano-luz da HD 28343. |
| Astronomy and astrophysics | 800.000–8 milhões      | Menor tempo de vida estimado para que as inscrições da placa da Pionner 10 sejam destruídas por processos de erosão interestelar pouco entendidos. |
| Astronomy and astrophysics | 1,2 milhões            | Pioneer 11 passará em 3 anos-luz da Delta Scuti. |
| Astronomy and astrophysics | 1,3 milhões            | Pioneer 10 passará em 1,5 anos-luz da HD 52456. |
| Astronomy and astrophysics | 2 milhões              | Pioneer 10 passará perto de Aldebaran. |
| Astronomy and astrophysics | 4 milhões              | Pioneer 11 passará perto de uma das estrelas da constelação Aquila. |
| Astronomy and astrophysics | 8 milhões              | A órbita dos satélites LAGEOS decairá e eles reentrarão na atmosfera da Terra, carregando uma mensagem para quaisquer descendentes da Humanidade e um mapa dos continentes de como eles deverão aparecer. |
| Astronomy and astrophysics | 1 bilhão               | Tempo de vida estimado aos dois Voyager Golden Record, até que a informação armazenada neles fique irrecuperável. |
| Astronomy and astrophysics | 1020 (100 quintilhões) | Tempo estimado para que as Pioneer ou Voyagers colidam com uma estrela (ou resto estelar). |

## Projetos tecnológicos
|                        | Anos a partir de agora                  | Evento |
| ---------------------- | --------------------------------------- | --- |
| technology and culture | 3.015 d.C. (990)                        | Uma câmera preparada por Jonathon Keats terminará seu tempo de exposição após ser colocada no ASU Art Museum em Tempe, Arizona, 2015. |
| technology and culture | 3.183 d.C. (1158)                       | A Time Pyramid, uma obra de arte pública em Wemding, Alemanha, deverá ser completada. |
| technology and culture | 2.000                                   | Tempo de vida máximo dos arquivos no Arctic World Archive [en], um repositório com códigos de projetos open-source do GitHub junto de outros dados de interesse histórico, se armazenado em boas condições. |
| technology and culture | 6.939 d.C. (4914)                       | As Cápsulas do Tempo de Westinghouse enterradas entre 1939 e 1964 deverão ser abertas. |
| technology and culture | 7.000 d.C. (4975)                       | A última cápsula do tempo do Expo'70 do ano de 1970, enterrada num monumento perto do Castelo de Osaka, Japão, deverá ser aberta. |
| technology and culture | 28 de maio de 8.113 d.C. (6088)         | A Cripta da Civilização, uma cápsula do tempo localizada na Oglethorpe University em Atlanta, Geórgia, deverá ser aberta após ser lacrada ao fim da Segunda Guerra Mundial. |
| technology and culture | 10.000                                  | Tempo de vida planejado de vários projetos da Fundação Long Now incluindo o Relógio dos 10.000 anos, conhecido como Relógio do Longo Agora, o Projeto Rosetta e o Projeto Long Bet. Tempo estimado do disco analógico HD-Rosetta, gravado num feixe de íons na placa de níquel, tecnologia desenvolvida pelo Los Alamos National Laboratory; e posteriormente comercializada. (O projeto Rosetta foi nomeado após usar esta tecnologia). |
| Biology                | 10.000                                  | Tempo de vida estimado do Svalbard Global Seed Vault na Noruega. |
| technology and culture | 14 de setembro de 30.828 d.C. (28803)   | Tempo máximo dos sistemas 64-bit baseados em NTFS do Windows. |
| technology and culture | 13 de setembro de 275.760 d.C. (273735) | Tempo máximo de sistema do JavaScript. |
| technology and culture | +100.000                                | Tempo de vida estimado do Memory of Mankind (MOM), repositório de estilo de auto-armazenamento numa mina de sal de Hallstatt na Áustria, que armazena informações em tabletes de cerâmica inscritos com laser. |
| technology and culture | 1 milhão                                | Tempo de vida planejado do Human Document Project sendo desenvolvido pela Universidade de Twente nos Países Baixos. |
| technology and culture | 292.278.994 d.C. (292276969)            | Excesso numérico no tempo interno em programas de computador de Java. |
| technology and culture | 1 bilhão                                | Tempo de vida estimado do "dispositivo de memória Nanoshuttle" usando nanopartículas de metal movidas como um botão molecular através de um nanotubo de carbono, uma tecnologia desenvolvida pela Universidade da Califórnia em Berkeley. |
| technology and culture | +13 bilhões                             | Tempo de vida estimado dos Cristais de memória do Superman, dispositivo de armazenamento que usa nanoestrutura de laser femtosecond em vidro, uma tecnologia desenvolvida pela Universidade de Southampton. |
| technology and culture | 292.277.026.596 d.C. (292277024571)     | Excesso numérico no tempo interno dos sistemas 64-bit Unix systems. |

## Arquitetura humana
|                               | Anos a partir de agora | Evento |
| ----------------------------- | ---------------------- | --- |
| Geology and planetary science | 50.000                 | Vida atmosférica estimada de tetrafluorometano, o gás de efeito estufa mais durável. |
| Geology and planetary science | 1 milhão               | Os objetos de vidro feitos hoje em dia já terão se decomposto no ambiente. Vários monumentos públicos, compostos de grafite terão erodido em um metro, em um clima moderado, assumindo o nível da unidade de 1 Bubnoff (1 mm / 1.000 ou ~ 1 centímetro / 10.000 anos). Sem manutenção, a Grande Pirâmide de Gizé vai erodir até ficar irreconhecível. Na Lua, a pegada do "um pequeno passo" de Neil Armstrong, na Base Tranquilidade, estará erodida nesse tempo, junto com as deixadas pelos 12 astronautas da Apollo, devido aos efeitos acumulados de micrometeoritos. (Devido a quase total falta de atmosfera, não ocorre a mesma erosão que na Terra). |
| Geology and planetary science | 7,2 milhões            | Sem manutenção, o Monte Rushmore terá erodido até ficar irreconhecível. |
| Geology and planetary science | 100 milhões            | Futuros arqueólogos devem ser capazes de identificar "Stratum Urbano" de grandes cidades costeiras fossilizadas, muitas através de restos de estruturas subterrâneas, fundações de edifícios e túneis de utilidade. |

## Energia nuclear
|                               | Anos a partir de agora | Evento |
| ----------------------------- | ---------------------- | --- |
| Particle physics              | 10.000                 | O Waste Isolation Pilot Plant, para os resíduos de armas nucleares, deverá estar protegido até essa época, com um sistema de "marcação permanente" projetado para avisar os visitantes, tanto através de múltiplos idiomas (seis idiomas das Nações Unidas e Navajo), quanto por meio de pictogramas. (O Human Interference Task Force forneceu a base teórica para que os Estados Unidos planejem futuras nuclear semiotics). |
| Particle physics              | 20.000                 | Os 2600 km2 da Zona de Exclusão de Chernobly que ocupa a Ucrânia e Belarus, deixado deserto em 1986 por causa do desastre de Chernobly, voltará a ter níveis normais de radiação. |
| Geology and planetary science | 30.000                 | Tempo de vida estimado para os suprimentos do reator baseado em fissão Breeder, usando fontes conhecidas, assumindo o consumo de energia mundial de 2009. |
| Geology and planetary science | 60.000                 | Tempo de vida estimado para as reservas dos reatores térmicos, se for possível extrair todo o urânio da água, assumindo o consumo de energia mundial de 2009. |
| Particle physics              | 211.000                | Technetium-99, um produto de fissão de longa vida baseado em lixo nuclear de urânio. |
| Particle physics              | 250.000                | Tempo mínimo estimado para que o plutônio armazenado no Waste Isolation Pilot Plant do Novo México deixar de ser letal para os humanos. |
| Particle physics              | 15,7 milhões           | Meia vida do iodine-129, o produto de fissão mais durável do lixo nuclear de urânio. |
| Geology and planetary science | 60 milhões             | Tempo estimado que o suprimento de fusão nuclear reserva, se for possível extrair todo o lítio do nível da água, assumindo o consumo de energia mundial de 1995. |
| Geology and planetary science | 5 bilhões              | Tempo de vida estimado do reator baseado em fusão Breeder, se for possível extrair todo o urânio do nível da água, assumindo o consumo de energia mundial de 1983. |
| Geology and planetary science | 150 bilhões            | Tempo de vida estimado do suprimento de fusão nuclear, se for possível extrair todo o deutério do nível da água, assumindo o consumo de energia mundial de 1995. |